# Alain Claude Sulzer
Alain Claude Sulzer (ur. 17 lutego 1953 w Riehen) – szwajcarski pisarz, tłumacz i dziennikarz. Laureat prestiżowej francuskiej nagrody literackiej Prix Médicis.  

## Życiorys

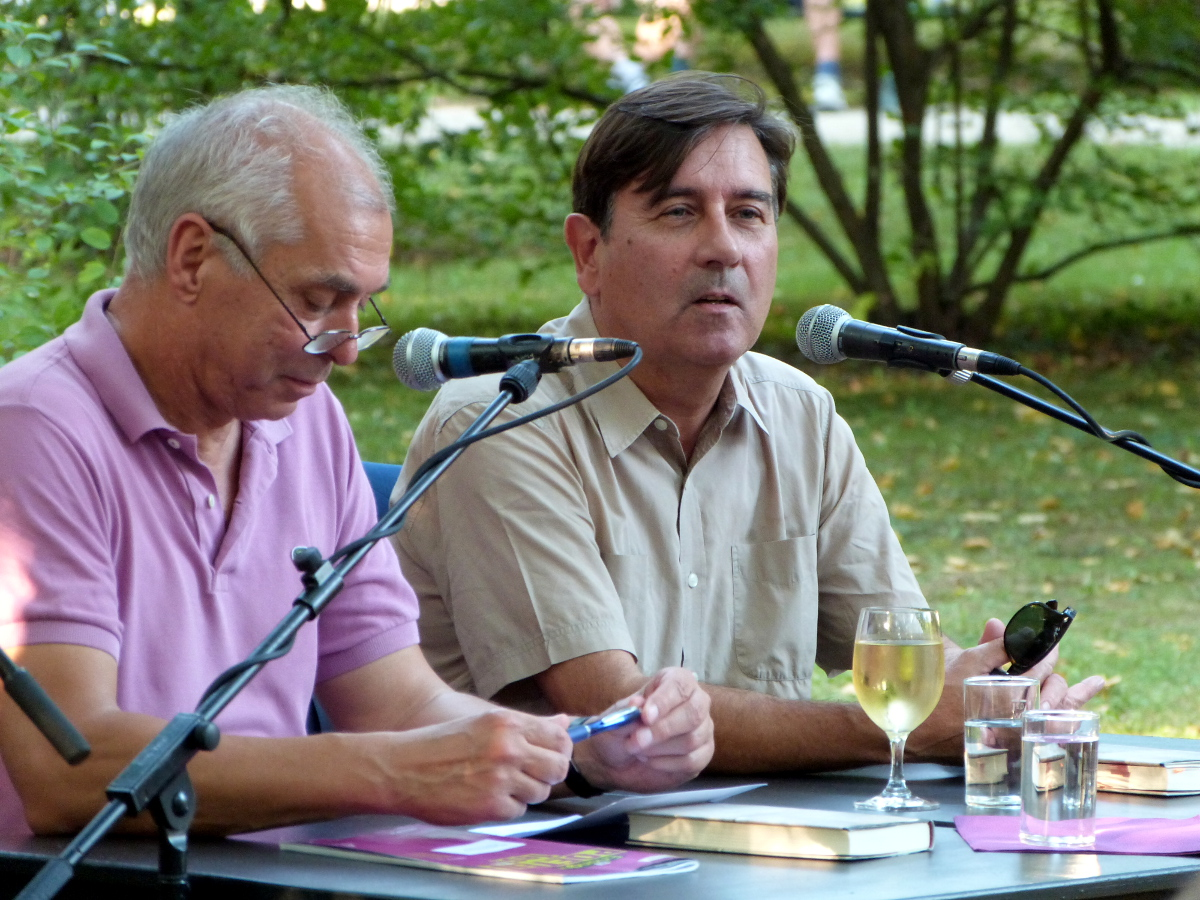
Alain Claude Sulzer i Hajo Steinert, 2015

Alain Sulzer urodził się i wychował w niewielkiej miejscowości Riehen koło Bazylei. Jego ojciec był z pochodzenia Romem i niemieckojęzycznym Szwajcarem. Matka, Anne Marie z domu Chardonnens posługiwała się tylko językiem francuskim. Kształcił się jako bibliotekarz, po studiach pracował jako dziennikarz. Od lat 80. publikuje teksty literackie, głównie prozę. W 1972 roku napisał scenariusz słuchowiska radiowego, a w 1983 roku wydał swoją pierwszą powieść Das Erwachsenengerüst, za którą otrzymał w 1984 roku nagrodę Rauriser Literaturpreis. Oprócz twórczości literackiej zajmuje się tłumaczeniami z języka francuskiego na niemiecki i pisze jako niezależny autor w różnych gazetach, m.in. dla Neue Zürcher Zeitung. W 1990 roku był nominowany do jednej z najważniejszych literackich nagród dla autorów niemieckojęzycznych Ingeborg-Bachmann-Preis, która przyznawana jest corocznie w Klagenfurt am Wörthersee podczas Festiwalu Literatury Niemieckiej. W latach 2008–2011 był członkiem jury, które przyznawało tę nagrodę.  
W 2004 roku wydał powieść Kelner doskonały, która przyniosła mu międzynarodowy sukces i została przetłumaczona na wiele języków. W 2008 roku otrzymał francuską prestiżową nagrodę literacką Prix Médicis. W 2012 roku ukazała się powieść Aus den Fugen, która znalazła się na liście książek nominowanych do nagrody Schweizer Buchpreis, przyznawanej corocznie przez stowarzyszenie BuchBasel oraz Szwajcarskie Stowarzyszenie Księgarzy i Wydawców. 
Sulzer był jednym z uczestników projektu "Basel in Portraits" fotografa Luciana Hunzikera. Pozował do jednej z 59 fotografii będących kalką kadrów mistrzów fotografii portretowej. Pozował do zdjęcia inspirowanego fotografią Henriego Cartiera-Bressona.  

## Życie prywatne
Alain Claude Sulzer mieszka w Bazylei, Vieux-Ferrette i Berlinie. 

## Nagrody
- 1984 - Rauriser Literaturpreis
- 1999 - Schillerpreis der Zürcher Kantonalbank
- 2003 - Nagroda przyznana przez szwajcarską fundację Pro Helvetia
- 2005 - Nagroda Szwajcarskiej Fundacji Schillera
- 2008 - Prix Médicis
- 2009 - Nagroda przyznana przez Radio Suisse Romande
- 2009 - Hermann Hesse Literaturpreis
- 2013 - Kulturpreis der Stadt Basel
- 2014 - Nagroda przyznana stowarzyszenie niemieckich autorów Freier Deutscher Autorenverband

## Wybrane dzieła

### Proza
- Das Erwachsenengerüst, 1983
- Bergelson, 1985
- Das Künstlerzimmer, 1988
- Die siamesischen Brüder, 1990
- Urmein, 1998
- Kelner doskonały, 2004
- Annas Maske, 2006
- Privatstunden, 2009
- Zur falschen Zeit, 2010
- Aus den Fugen, 2012
- Basel, 2013
- Postskriptum, 2015
- Die Jugend ist ein fremdes Land, 2017

### Tłumaczenia
- Jean Echenoz, Ein malaysischer Aufruhr, 1989
- Julien Green, Tagebücher 1926–1942, 1991
- Julien Green, Tagebücher 1943–1954, 1992
- Jules Renard, Die Magd Ragotte, 1991
- Daniel Stauben, Eine Reise zu den Juden auf dem Lande, 1986